# Десетте Божи заповеди
 Тази статия е за религиозната концепция.  За филма вижте Десетте Божи заповеди (филм).  
Десетте Божи заповеди или Десетословие, Декалог (asäret ha-dibrót – „Десетте думи“ или на гр. he dekálogos nomothesia – „от десет думи състоящият се закон“, накратко „декалог“ от гр. δεκα – десет и λoγoς – дума) са еднакво важни в юдаизма и християнството. Те се намират на две места в Библията – (Изход 20, 2 – 17 и Пета книга Моисеева – Второзаконие, 7 – 21) и представляват списък от религиозни и морални заповеди, които Господ Бог Яхве (Йехова) на Синай планина (Хорив) изсред огън, написва на две каменни скрижали и ги предава на пророка Моисей, за да научи на тях израилтяните: „И когато (Бог) престана да говори с Моисея на планина Синай, даде му две плочи на откровението, каменни плочи, написани с Божи пръст.“ (Изход 31,18).

## Двата библейски текста според българскатаСинодална Библия
Десетте заповеди се намират на две места в Библията. Поради факта, че заповедите се разделят по различни начини, те са представени тук в стихосложение, без номерация:
ИЗХОД 20, 2 – 17
- [20:2] Аз съм Господ, Бог твой, Който те изведох от египетската земя, от дома на робството;
- [20:3] да нямаш други богове, освен Мене.
- [20:4] Не си прави кумир и никакво изображение на онова, що е горе на небето, що е долу на земята, и що е във водата под земята;
- [20:5] не им се кланяй и не им служи, защото Аз съм Господ, Бог твой, Бог ревнител, Който за греха на бащи наказвам до трета и четвърта рода децата, които Ме мразят,
- [20:6] и Който показва милост до хилядно коляно към ония, които Ме обичат и пазят Моите заповеди.
- [20:7] Не изговаряй напразно името на Господа, твоя Бог, защото Господ няма да остави ненаказан оногова, който изговаря името Му напразно.
- [20:8] Помни съботния ден, за да го светиш;
- [20:9] шест дена работи и върши (в тях) всичките си работи;
- [20:10] а седмият ден е събота на Господа, твоя Бог: недей върши в него никаква работа ни ти, ни син ти, ни дъщеря ти, ни робът ти, ни робинята ти, ни (волът ти, ни оселът ти, нито какъвто и да е) твой добитък, нито пришълецът ти, който се намира в жилищата ти;
- [20:11] защото в шест дена създаде Господ небето и земята, морето и всичко, що е в тях, а в седмия ден си почина; затова Господ благослови съботния ден и го освети.
- [20:12] Почитай баща си и майка си, (за да ти бъде добре и) за да живееш дълго на земята, която Господ, Бог твой, ти дава.
- [20:13] Не убивай.
- [20:14] Не прелюбодействувай.
- [20:15] Не кради.
- [20:16] Не лъжесвидетелствувай против ближния си.
- [20:17] Не пожелавай дома на ближния си; не пожелавай жената на ближния си, (нито нивата му) нито роба му, ни робинята му, ни вола му, ни осела му, (нито никакъв негов добитък) – нищо, което е на ближния ти.

ПЕТА КНИГА МОИСЕЕВА – ВТОРОЗАКОНИЕ 5, 7 – 22
- [5:7] да нямаш други богове пред лицето Ми.
- [5:8] Не си прави кумир и никакво изображение на това, що е на небето горе, и що е на земята долу, и що е във водите под земята,
- [5:9] не им се кланяй и не им служи; защото Аз съм Господ, Бог твой, Бог ревнител, Който, за греха на бащите, наказвам до трето и четвърто поколение децата, които Ме мразят,
- [5:10] и Който показвам милост до хиляди поколения към ония, които Ме обичат и пазят Моите заповеди.
- [5:11] Не изговаряй напразно името на Господа, твоя Бог; защото Господ (Бог твой) няма да остави ненаказан оногова, който употребява името Му напразно.
- [5:12] Пази съботния ден, за да го светиш, както ти е заповядал Господ, Бог твой;
- [5:13] шест дена работи и върши всичките си работи,
- [5:14] а седмият ден е събота на Господа, твоя Бог: не върши (в него) никаква работа, ни ти, ни син ти, ни дъщеря ти, ни робът ти, ни робинята ти, ни волът ти, ни оселът ти, нито някой твой добитък, нито пришълецът ти, който е у тебе, за да си почине робът ти и робинята ти (и оселът ти), както и ти;
- [5:15] и помни, че (ти) беше роб в египетската земя, но Господ, Бог твой, те изведе оттам с твърда ръка и висока мишца, затова и ти заповяда Господ, Бог твой, да тачиш съботния ден (и свето да го пазиш).
- [5:16] Почитай баща си и майка си, както ти заповяда Господ, Бог твой, за да живееш дълго и да ти бъде добре в оная земя, която ти дава Господ, Бог твой.
- [5:17] Не убивай.
- [5:18] Не прелюбодействувай.
- [5:19] Не кради.
- [5:20] Не лъжесвидетелствувай против ближния си.
- [5:21] Не пожелавай жената на ближния си и не пожелавай дома на ближния си, нито нивата му, нито роба му, ни робинята му, ни каруцата му, ни осела му, (нито никакъв негов добитък) нито нещо друго, което е на ближния ти.

- [5:22] Тия думи изрече Господ гръмогласно към цялото ви събрание на планината изсред огън, облак и мрак (и буря), и повече не говори, и ги написа на две каменни скрижали и ми ги предаде.

## Разделение на заповедите
Пасажът със заповедите в Изход съдържа повече от десет заповедни изявления, общо на брой 14 или 15. Въпреки това, Библията ги определя за „10“, като използва за това еврейската дума ʻaseret had'varim – преведена като десетте думи, заповеди или неща. Религиозните групи разделят тези заповеди по различни начини. Таблицата по-долу показва това разделение.
| Заповед                                                           | Евреи | Англикани, Баптисти, Конгрешани, Методисти, Православни, Презвитериани, Реформирани | Католици и Лутерани |
| ----------------------------------------------------------------- | ----- | ----------------------------------------------------------------------------------- | ------------------- |
| Аз съм Господ, Бог твой, Който те изведох от Eгипетската земя ... | 1     | 1                                                                                   | 1                   |
| Да нямаш други богове, освен Мене.                                | 2     | 1                                                                                   | 1                   |
| Не си прави кумир и никакво изображение...                        | 2     | 2                                                                                   | 1                   |
| Не изговаряй напразно името на Господа, твоя Бог...               | 3     | 3                                                                                   | 2                   |
| Помни съботния ден, за да го светиш...                            | 4     | 4                                                                                   | 3                   |
| Почитай баща си и майка си...                                     | 5     | 5                                                                                   | 4                   |
| Не убивай.                                                        | 6     | 6                                                                                   | 5                   |
| Не прелюбодействувай.                                             | 7     | 7                                                                                   | 6                   |
| Не кради.                                                         | 8     | 8                                                                                   | 7                   |
| Не лъжесвидетелствувай против ближния си.                         | 9     | 9                                                                                   | 8                   |
| Не пожелавай нищо, което е на ближния ти.                         | 10    | 10                                                                                  |                     |
| Не пожелавай жената на ближния си.                                |       |                                                                                     | 9                   |
| Не пожелавай имота на ближния си.                                 |       |                                                                                     | 10                  |